# Учебный и научно-исследовательский институт ООН
Учебный и научно-исследовательский институт ООН (ЮНИТАР) является специализированным учебным подразделением системы Организации Объединенных Наций. ЮНИТАР осуществляет деятельность по подготовке кадров и развитию потенциала в целях оказания помощи главным образом развивающимся странам с уделением особого внимания наименее развитым странам (НРС), малым островным развивающимся государствам и другим группам и общинам, которые находятся в наиболее уязвимом положении, в том числе в конфликтных ситуациях.

## Факты
- Основан в 1963 году
- Собирает около 55 000 участников в год
- Проводит около 500 учебных мероприятий в год
- Штаб-квартира находится в Женеве (Швейцария) с офисами в Нью-Йорке (США); Хиросиме (Япония) и проектными офисами в Порт-Харкорте (Нигерия) и Исламабаде (Пакистан)
- Имеет 17 ассоциированных учебных центров (CIFAL)
- Насчитывает около 220 сотрудников

## История
Идея создания Учебного и научно-исследовательского института Организации Объединенных Наций впервые была упомянута в резолюции Генеральной Ассамблеи ООН 1962 года. ЮНИТАР был основан в 1963 году по рекомендации Экономического и Социального Совета ООН Генеральной ассамблее, которая поручила генеральному секретарю ООН создать Учебный и научно-исследовательский институт Организации Объединенных Наций в качестве автономного органа в рамках системы ООН.
Создание ЮНИТАР совпало с присоединением к Организации Объединенных Наций с 1960 года 36 государств, в том числе 28 африканских государств. Эта беспрецедентная волна деколонизации вызвала острую потребность в помощи, поскольку многие из новых независимых государств не располагают возможностями для подготовки своих молодых дипломатов. Сформированное его первыми четырьмя исполнительными директорами первоначально из новых независимых африканских государств, видение Института подготовки кадров было разработано с учетом самих потребностей и приоритетов стран-получателей.
ЮНИТАР начал функционировать в марте 1965 года. Первоначально штаб-квартира Института находилась в Нью-Йорке. В 1993 году штаб-квартира ЮНИТАР была переведена в Женеву (Швейцария).

## ЮНИТАР сегодня
Институт предоставляет услуги по подготовке и обучению национальных и местных государственных служащих государств-членов ООН и представителей гражданского общества со всего мира. ЮНИТАР стремится реагировать на растущий спрос со стороны государств-членов ООН, особенно наименее развитых стран, на развитие потенциала в тематических областях повестки дня в области устойчивого развития на период до 2030 года.
ЮНИТАР помогает правительствам разобраться в вопросах изменения климата, управления химическими веществами, отходами и «зеленой» экономикой. Институт также оказывает помощь министерствам финансов в рамках своих курсов по управлению государственным долгом, финансам и торговле и обеспечивает подготовку государственных должностных лиц по вопросам поддержания мира и предотвращения конфликтов. В рамках своей программы оперативного применения спутников (ЮНОСАТ) институт предоставляет спутниковые снимки и проводит их анализ.
С 2003 года ЮНИТАР проводит курсы для поддержки муниципальных и региональных руководителей, занимающихся вопросами комплексной государственной политики.
Еще одной задачей института является организация мероприятий по обмену знаниями для генерального секретаря ООН, включая ежегодный семинар для специальных представителей Генерального секретаря ООН, а также стратегические совещания для департаментов организации. ЮНИТАР также возглавляет межучрежденческие инициативы ООН, такие как единая учебная платформа по изменению климата или глобальная миграционная группа.
Исследовательская деятельность ЮНИТАР сосредоточена на системах знаний и их практическом применении. Они поддерживают тренинг института путем создания условий для обучения, адаптированных к потребностям взрослых учащихся, способствуя тем самым расширению, повышению эффективности и расширению охвата деятельности института в области развития потенциала.

## Финансирование
ЮНИТАР является проектной организацией и не получает никаких средств из регулярного бюджета Организации Объединенных Наций. Институт полностью финансируется за счет добровольных взносов, поступающих главным образом от государств-членов ООН, специализированных учреждений ООН, международных и межправительственных организаций, общественных организаций и частного сектора.

## Области работы
ЮНИТАР имеет опыт подготовки кадров в области многосторонней дипломатии, предотвращения конфликтов и миротворчества, поддержания мира, адаптации к изменению климата, «зеленой» экономики, экологического управления, управления химическими веществами и отходами, местного управления, а также публичных финансов и торговли и поддержки согласованности повестки дня на период до 2030 года. Он также выполняет функции исследовательского центра по применению спутниковых снимков в гуманитарных, конфликтных или чрезвычайных ситуациях через ЮНОСАТ-оперативную программу спутникового применения.
Работа Института организована по пяти направлениям:
- Содействовать миру и справедливым и инклюзивным обществам (мир)[1];
- Процветание через устойчивый экономический рост (процветание)[2];
- Люди и социальная интеграция (люди);
- Планета, охрана окружающей среды и восстановление, и изменение климата (планета)[3];
- Оптимизация использования технологий и обеспечение согласованности повестки дня на период до 2030 года (взаимное обогащение знаний и опыта)[4].